# Bronisław Domański
Bronisław Domański (1833-1864) – major wojsk powstańczych 1863.
Urodził się w 1833 jako syn Antoniego i Reginy z Kleczkowskich. Pochodził z Wilna. Był inżynierem porucznikiem wojsk rosyjskich, złożył dymisję ze służby wojskowej. Po wybuchu powstania styczniowego został oficerem wojsk powstańczych.  Franciszek Kopernicki mianował go naczelnikiem wojennym powiatu piotrkowskiego i wieluńskiego. Walczył w oddziałach gen. Edmunda Taczanowskiego, był majorem, członkiem sztabu. Zajmował sabotażem i dywersją. Jego oddział niszczył słupy telegraficzne, mosty i tory kolejowe, na kolei warszawsko-wiedeńskiej, dezorganizując komunikację wroga. Walczył pod Sędziejowicami. W przegranej bitwie na polach wsi Kruszyna i Nieznanice (29 sierpnia) został wzięty do niewoli przez kozaków. Był więziony w Piotrkowie. Znaleziono przy nim list Taczanowskiego, w którym generał dziękował mu za dotychczasową służbę i wzorowe wywiązywanie się z zadań sabotażowych na kolei warszawsko-wiedeńskiej. Z opresji wybawił go książę Urusow, który znał Domańskiego z okresu pobytu w niewoli po bitwie pod Sędziejowicami. Dzięki interwencji Urusowa Domański został uwolniony.
1864 został ponownie aresztowany i skazany na karę śmierci. Został rozstrzelany w Wieluniu, 5 marca 1864 o godzinie 9.